# Cortaderia sericantha
Cortaderia sericantha là một loài thực vật có hoa trong họ Hòa thảo. Loài này được (Steud.) Hitchc. mô tả khoa học đầu tiên năm 1927.